# Romeo (groupe)
Pour les articles homonymes, voir Romeo.
Romeo (coréen: 로미오, stylisé ROMEO) est un boys band sud-coréen formé sous CT Entertainment en 2015. Ils débutent le 7 mai 2015 avec leur premier mini-album, The ROMEO. Le groupe est composé de : Seunghwan, Yunsung, Milo, Minsung, Kyle, Hyunkyung et Kangmin.

## Carrière

### 2015: Débuts avecThe RomeoetZero In
Fin-avril 2015, il a été annoncé que la maison de disques japonaise Pony Canyon avait établi un partenariat avec l'agence coréenne CT Entertainment afin de créer ce nouveau groupe qui s'appellera Romeo et qui débutera en mai.
Un représentant de CT Entertainment a déclaré aux médias : “Il y a déjà eu des cas où des labels musicaux japonais ont signé des contrats avec des artistes coréens populaires. Mais c’est beaucoup plus rare de trouver un label musical japonais qui désire lancer un groupe coréen. Ce projet est mis en place grâce à la grande confiance entre Pony Canyon et CT Entertainment.”.
À la suite de cette annonce, divers teasers photos et vidéos sont mis en ligne,,,,.
Ainsi, le 7 mai marque leurs débuts officiels avec la mise en ligne du clip vidéo illustrant la chanson "Lovesick", produite par Sweetune et qui est issue de leur premier mini-album, The Romeo".
Le groupe fait son second retour le 5 novembre 2015,, avec son deuxième EP, Zero In accompagné du titre principal "Target" dont le clip est mis en ligne le même jour. Le 10 novembre, la version danse de "Target" est mis en ligne.

### 2016-maintenant:Nightmare,MiroetFirst Love
Le 19 mai 2016, le groupe a  annoncé qu'il reviendrait avec un nouveau single digital baptisé Nightmare, le 23 mai.
Ainsi, le 23 mai, le groupe réalise son retour avec la sortie du clip de "Nightmare".
Le 20 juin, le retour du groupe est annoncé par Star News. En effet, le site a révélé que Minho, membre de SHINee venait de terminer le tournage avec le groupe masculin, dont le troisième mini-album, Miro, sortira le 23 juin.
Le 23 juin, les garçons font donc leur comeback avec le clip vidéo de "Miro" issu de l'EP du même nom qui est sorti en 3 versions différentes, 2 membres par unité, le même jour. L'album avec le groupe en entier est sorti le 5 juillet.
Le 22 août, Romeo revient avec un nouvel album qui est une réédition de Miro baptisée First Love. Le titre principal, "Treasure" a été composé par Deez et les paroles ont été écrites par Yunsung, mais Seunghwan a également participé à l'écriture de la chanson. Le clip du titre est donc mis en ligne où nous retrouvons les membres du groupe sur des extraits d'émissions musicales, lors de showcases, de photoshoots, etc.

## Membres
- Seunghwan (승환), né Lee Seung-hwan (이승환) le 10 décembre 1994 (30 ans)
- Yunsung (윤성), né Hwang Yoon-sung (황윤성) le 19 mars 1996 (28 ans)
- Milo (마일로), né Kim Min-hak (김민학) le 20 août 1996 (28 ans)
- Minsung (민성), né Kim Min-hwi (김민회) le 24 décembre 1996 (28 ans)
- Kyle (카일), né Ma Jae-kyung (마재경) le 15 janvier 1997 (28 ans)
- Hyunkyung (현경), né Kim Hyun-jong (김현종) le 5 septembre 1998 (26 ans)
- Kangmin (강민), né Noh Kang-min (노강민) le 5 septembre 1999 (25 ans)

## Discographie

### Mini-albums (EPs)
| Titre     | Détails de l'album | Meilleures positions | Ventes                |
| Titre     | Détails de l'album | COR                  | Ventes                |
| --------- | --- | -------------------- | --------------------- |
| The ROMEO | - Date de sortie : 7 mai 2015 - Labels : CT Entertainment, Pony Canyon Korea - Formats : CD, téléchargement numérique Liste des pistes 1. Smile 2. Lovesick (예쁘니까) 3. Daisy (데이지) 4. Your Voice (너의 목소리)                                                                                                | 12                   | - COR : plus de 3 858 |
| Zero In   | - Date de sortie : 5 novembre 2015 - Labels : CT Entertainment, Pony Canyon Korea - Formats : CD, téléchargement numérique Liste des pistes 1. Zero In 2. TARGET 3. Present 4. DNA (너만보여) 5. Dear My Princess                                                                                                   | 13                   | - COR : plus de 2 368 |
| Miro      | - Date de sortie : 23 juin 2016 (en unité) - Date de sortie : 5 juillet 2016 (en groupe) - Labels : CT Entertainment, LOEN Entertainment - Formats : CD, téléchargement numérique Liste des titres 1. Intro 2. MIRO 3. Roller Coaster 4. Hello 5. Knock me out 6. 삐딱해봤더니 (mama) 7. Back 2 You 8. 악몽 (Inst.) | 6                    | - COR : plus de 8 784 |
| Miro      | - Réédition : 22 août 2016 (First Love) - Labels : CT Entertainment, LOEN Entertainment - Formats : CD, téléchargement numérique Liste des pistes 1. Treasure 2. 악몽 (Nightmare) 3. MIRO 4. Roller Coaster 5. Hello 6. Knock me out 7. 삐딱해봤더니 (mama) 8. Back 2 You                                           | 17                   | - COR : plus de 1 601 |
| Without U | - Date de sortie : 8 mars 2017 - Label : CT Entertainment - Formats : CD, téléchargement numérique Liste des pistes 1. Romeo Is Back (Intro) 2. Without U (니가 없는데) 3. Like I Do 4. Hustle (좋은 차, 좋은 집) 5. Focus On Me (장난치지 마) 6. Blue                                                              | 6                    | - COR : plus de 9 189 |
| Without U | - Réédition : 8 mai 2017 (One Fine Day) - Label : CT Entertainment - Formats : CD, téléchargement numérique Liste des pistes 1. Stay with Me (성공하면) 2. Without U (니가 없는데) 3. Like I Do 4. Hustle (좋은 차, 좋은 집) 5. Focus On Me (장난치지 마) 6. Blue                                                   | 35                   | - COR : plus de 1 336 |

### Singles
| Titre                                                                               | Année  | Meilleures positions | Meilleures positions | Meilleures positions | Ventes                 | Album               |        |
| Titre                                                                               | Année  | COR Gaon             | JPN Oricon           | JPN Hot              | Ventes                 | Album               |        |
| Coréen                                                                              | Coréen | Coréen               | Coréen               | Coréen               | Coréen                 | Coréen              | Coréen |
| ----------------------------------------------------------------------------------- | ------ | -------------------- | -------------------- | -------------------- | ---------------------- | ------------------- | ------ |
| "Lovesick" (예쁘니까)                                                               | 2015   | —                    | —                    | —                    | NC                     | The Romeo           |        |
| "Target"                                                                            | 2015   | —                    | —                    | —                    | NC                     | Zero In             |        |
| "Nightmare" (악몽)                                                                  | 2016   | —                    | —                    | —                    | NC                     | First Love          |        |
| "Miro"                                                                              | 2016   | —                    | —                    | —                    | NC                     | First Love          |        |
| "Treasure"                                                                          | 2016   | —                    | —                    | —                    | NC                     | First Love          |        |
| "Without U" (니가 없는데)                                                           | 2017   | —                    | —                    | —                    | NC                     | One Fine Day        |        |
| "Stay With Me" (성공하면)                                                           | 2017   | —                    | —                    | —                    | NC                     | One Fine Day        |        |
| Japonais                                                                            |        |                      |                      |                      |                        |                     |        |
| "Without U"                                                                         | 2017   | —                    | 7                    | 30                   | - JPN : plus de 15 722 | Non issu d’un album |        |
| "Hanabi (花火)"                                                                     | 2018   | —                    | 28                   | —                    | - JPN : 3 180          | Non issu d’un album |        |
| "—" signifie que le titre ne s'est pas classé ou n'est pas sorti dans cette région. |        |                      |                      |                      |                        |                     |        |

## Filmographie

### Télé-réalité
| Année            | Titre                   | Chaîne      | Membre(s) | Note(s)     |
| ---------------- | ----------------------- | ----------- | --------- | ----------- |
| 2015             | After School Club       | Arirang TV  | Tous      | Épisode 188 |
| 2015-en tournage | Idol x Idol             | Naver V App | Tous      | [ 36 ]      |
| 2016             | Romeo Project in Taiwan | MBC Music   | Tous      |             |
| 2016             | After School Club       | Arirang TV  | Tous      | Épisode 220 |

### Vidéographie

#### Clips vidéos
| Titre                     | Année | Réalisateur(s)            | Réf.   |
| ------------------------- | ----- | ------------------------- | ------ |
| "Lovesick"                | 2015  | Jo Soohyun @ Picture Nuts | ,      |
| "TARGET"                  | 2015  | Lee Sagang @ Zanybros     | ,      |
| "TARGET (Dance ver.)"     | 2015  | Lee Sagang @ Zanybros     | ,      |
| "Nightmare"               | 2016  | NC                        | [ 43 ] |
| "MIRO"                    | 2016  | Lee Sagang @ Zanybros     | ,      |
| "MIRO (Dance ver.)"       | 2016  | Lee Sagang @ Zanybros     | ,      |
| "Treasure"                | 2016  | NC                        |        |
| "Without U" (니가 없는데) | 2017  | NC                        |        |
| "Stay With Me"            | 2017  | NC                        |        |

## Récompenses et nominations

### Gaon Chart K-Pop Awards
| Année | Travail nommé | Prix                   | Résultat   |
| ----- | ------------- | ---------------------- | ---------- |
| 2016  | Romeo         | New Artist of the Year | Nomination |

### Seoul Music Awards
| Année | Travail nommé | Prix                 | Résultat   |
| ----- | ------------- | -------------------- | ---------- |
| 2016  | Romeo         | Bonsang Award        | Nomination |
| 2016  | Romeo         | New Artist Award     | Nomination |
| 2016  | Romeo         | Popularity Award     | Nomination |
| 2016  | Romeo         | Hallyu Special Award | Nomination |

### Korean Entertainment Art Awards
| Année | Travail nommé | Prix               | Résultat |
| ----- | ------------- | ------------------ | -------- |
| 2016  | Romeo         | Rookie of the Year | Lauréat  |

### Sources
- (en) Cet article est partiellement ou en totalité issu de l’article de Wikipédia en anglais intitulé « ROMEO (band) » (voir la liste des auteurs).